# دوغ لارسون
دوغ لارسون (بالإنجليزية: Doug Larson)‏ هو صحفي أمريكي، ولد في 10 فبراير 1926، وتوفي في 1 أبريل 2017.